# Lee Da-yeong
Lee Da-yeong (in coreano: 이다영; Iksan, 15 ottobre 1996) è una pallavolista sudcoreana, palleggiatrice delle San Diego Mojo.

## Biografia
Proviene da una famiglia di sportivi: è figlia dell'ex martellista Lee Ju-hyung e dell'ex pallavolista Kim Kyung-Hee, mentre sua sorella gemella Lee Jae-yeong è anch'ella un'ex pallavolista professionista. 
Nel febbraio 2021 viene accusata di aver compiuto atti di bullismo insieme alla sorella gemella ai tempi delle scuole superiori: vengono entrambe sospese dal loro club e successivamente bandite dalla KOVO dalle attività della nazionale e private della possibilità di intraprendere la carriera di allenatrici dopo il ritiro.

## Carriera

### Club
La carriera di Lee Da-yeong inizia nei tornei scolastici sudcoreani, giocando per la Sunmyung Girls' HS, insieme a sua sorella gemella. Nella stagione 2014-15 fa il suo esordio da professionista in V-League, venendo selezionata come seconda scelta del primo turno del draft dalle Hyundai Hillstate: nel corso di sei annate si aggiudica due volte la Coppa KOVO e uno scudetto, ricevendo tre premi come MVP e altrettanti come miglior palleggiatrice. Nel campionato 2020-21 viene ingaggiata dalle Pink Spiders, dove gioca fino alla sua sospensione a causa della controversia legale in cui è coinvolta insieme alla sorella: approda quindi per la prima volta all'estero, disputando la Volley League greca con il PAOK nel campionato seguente.
Nella stagione 2022-23 si trasferisce in Romania, dove è di scena in Divizia A1 con il Rapid Bucarest, mentre nella stagione seguente approda nella Ligue A con il Volero Le Cannet, aggiudicandosi la Supercoppa francese. Torna poi per qualche mese nella massima divisione ellenica, iniziando il campionato 2024-25 con il Paniōnios, che lascia per poter disputare la Pro Volleyball Federation 2025 con le San Diego Mojo.

### Nazionale
Fa parte della nazionale sudcoreana under 19, vincendo la medaglia di bronzo al campionato asiatico e oceaniano 2014, dove viene inoltre premiata come miglior palleggiatrice, e debutta in nazionale maggiore in occasione del campionato asiatico e oceaniano 2013, dove conquista ancora un bronzo, prima di vincere l'argento alla Coppa asiatica 2014 e l'oro ai XVII Giochi asiatici.

## Palmarès

### Club
- Campionato sudcoreano: 1

2015-16
- Coppa KOVO: 2

2014, 2019

### Nazionale (competizioni minori)
- Campionato asiatico e oceaniano under 19 2014
- Coppa asiatica 2014
- Giochi asiatici 2014

### Premi individuali
- 2014 - Campionato asiatico e oceaniano under 19: Miglior palleggiatrice
- 2018 - V-League: MVP dell'All-Star Game
- 2018 - V-League: MVP 1º round
- 2018 - V-League: Miglior palleggiatrice
- 2019 - V-League: Miglior palleggiatrice
- 2020 - V-League: MVP 3º round
- 2020 - V-League: Miglior palleggiatrice